# Cospirazione della General Motors

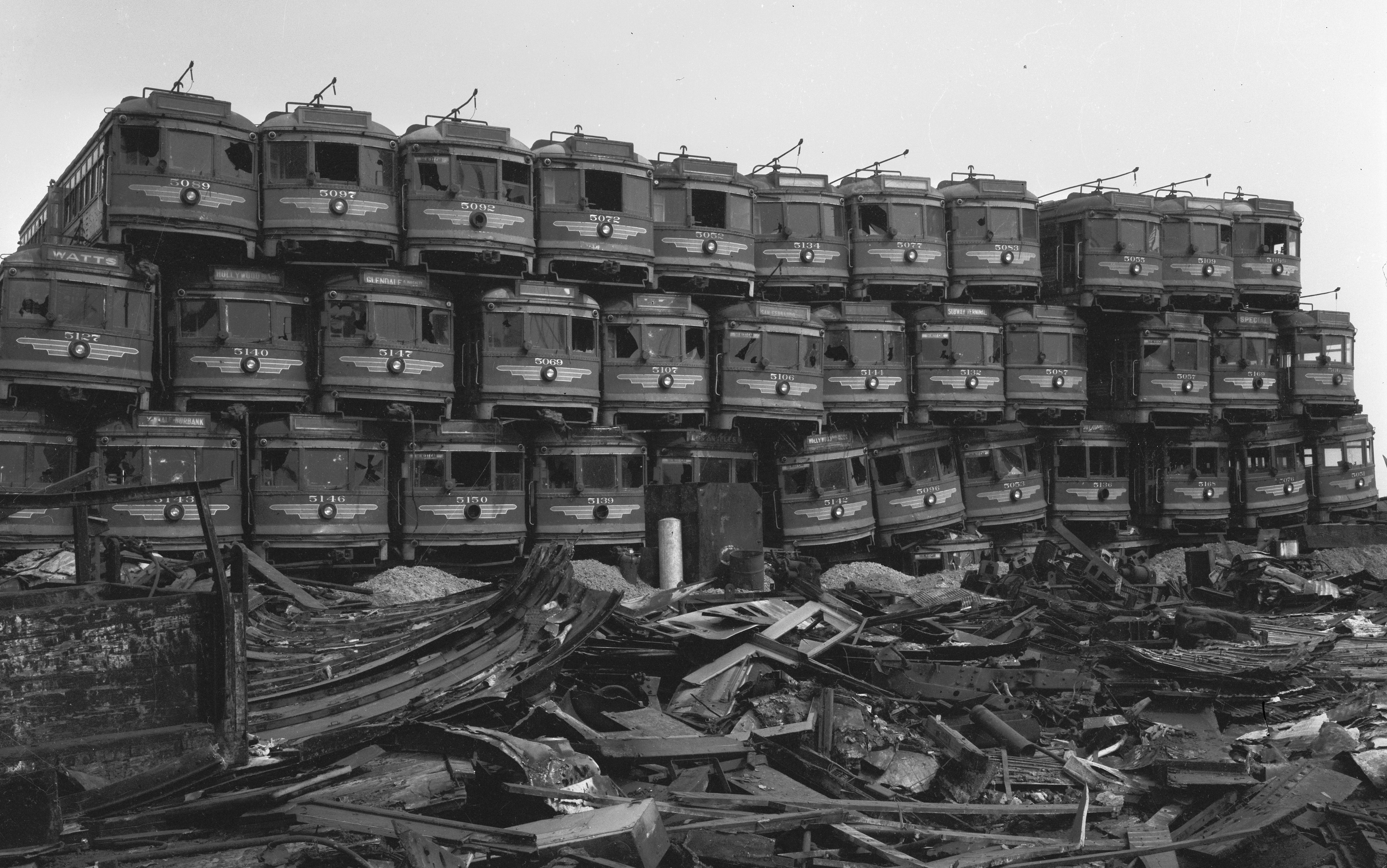
I tram rilevati dalla Pacific Electric Railway accatastati per la demolizione a Los Angeles (California), nel marzo del 1956

La cospirazione della General Motors è riferita ad una serie di accuse rivolte alla GM riguardanti i piani, attuati sia dalla stessa che da consociate, per acquisire e smantellare i servizi di trasporto pubblico su rotaia di varie città degli Stati Uniti per rimpiazzarli con autobus.

## Storia
Dal 1936 al 1950 due importanti aziende del settore del trasporto pubblico su rotaia, Pacific City Lines e National City Lines - che erano partecipate di GM, Firestone, Standard Oil of California, Philips Petroleum, Mack Trucks e Federal Engineering Corporation - comprarono più di 100 aziende tramviarie di cui 45 in città come Baltimora, Newark, Los Angeles, New York, Oakland e San Diego. Nel 1946, un tenente della marina in pensione, Edwin J. Quimby denunciò quello che egli stesso definì "a careful, deliberately planned campaign to swindle you out of your most important and valuable public utilities—your Electric Railway System - un'attenta e deliberatamente pianificata campagna per smantellare il vostro bene di pubblica utilità più prezioso, il sistema ferrotramviario".

## La denuncia all'antitrust
La presidenza Truman, nel 1947, presentò una denuncia formale per violazione della normativa antitrust nei confronti della GM e di altri nove grandi gruppi industriali del settore automobilistico. Tali gruppi industriali vennero giudicati colpevoli e furono condannati al pagamento della somma di cinquemila dollari. A seguito di tutti questi avvenimenti, fu presentato al Senato il rapporto Snell che descriveva tali condotte.